# 自性院 (江東区)
自性院（じしょういん）は、東京都江東区にある天台宗の寺院。

## 概要
1597年（慶長2年）、随円法印によって開山された。元々は、現在の墨田区にあった成就寺（現在は江戸川区に移転）の中にあった寺であったが、後に現在地に移転した。
中興は誠阿法印である。誠阿法印は元歌舞伎役者で二代目市村竹之丞を名乗っていた。歌舞伎の名役者であったが、仏門に入る意志は固く、遂に引退して出家することになった。修行後に当院の住職となった。これらの経緯から、「役者寺」「竹之丞寺」と呼ばれるようになった。彼の時代に本堂などが整備されている。

## 墓所
- 二代目市村竹之丞（中興、元歌舞伎役者）
- 宮城宗典（ロカビリーバンドのヒルビリー・バップスの初代ボーカル）

## 交通アクセス
- 亀戸駅より徒歩10分。